# Comuna Aghireșu, Cluj
Aghireșu (în maghiară Egeres, în germană Erldorf) este o comună în județul Cluj, Transilvania, România, formată din satele Aghireșu (reședința), Aghireșu-Fabrici, Arghișu, Băgara, Dâncu, Dorolțu, Inucu, Leghia, Macău, Ticu și Ticu-Colonie.
Din punct de vedere etnografic, comuna face parte din Țara Călatei (în maghiară Kalotaszeg).

## Administrație
Comuna Aghireșu este administrată de un primar și un consiliu local compus din 15 consilieri. Primarul, Sorinel-Gelu Lehene[*], de la Partidul Național Liberal, este în funcție din 2004. Începând cu alegerile locale din 2024, consiliul local are următoarea componență pe partide politice:
|  | Partid                                 | Consilieri | Componența Consiliului | Componența Consiliului | Componența Consiliului | Componența Consiliului | Componența Consiliului |
|  | -------------------------------------- | ---------- | ---------------------- | ---------------------- | ---------------------- | ---------------------- | ---------------------- |
|  | Uniunea Democrată Maghiară din România | 5          |                        |                        |                        |                        |                        |
|  | Partidul Social Democrat               | 5          |                        |                        |                        |                        |                        |
|  | Partidul Național Liberal              | 4          |                        |                        |                        |                        |                        |
|  | Alianța pentru Unirea Românilor        | 1          |                        |                        |                        |                        |                        |

Comuna este alcătuită din 11 sate: Aghireșu, Aghireșu-Fabrici (reședința de comună), Arghișu, Băgara, Dâncu, Dorolțu, Inucu, Leghia, Macău, Ticu, Ticu-Colonie.

## Date geografice
Comuna Aghireșu este situată în zona Dealurilor Clujului, la 447 m altitudine, pe cursul superior al râului Nadăș. Se învecinează la nord cu județul Sălaj, la sud cu comuna Căpușu Mare, la vest cu comuna Izvoru Crișului, iar la est cu comuna Gârbău și Gilău.

## Demografie
Componența etnică a comunei Aghireșu
     Români (53,42%)
     Maghiari (31,96%)
     Romi (5,43%)
     Alte etnii (9,19%)
Componența confesională a comunei Aghireșu
     Ortodocși (52,61%)
     Reformați (23,72%)
     Romano-catolici (7,56%)
     Penticostali (3,11%)
     Baptiști (1,11%)
     Alte religii (1,55%)
     Necunoscută (10,35%)
Conform recensământului efectuat în 2021, populația comunei Aghireșu se ridică la 5.691 de locuitori, în scădere față de recensământul anterior din 2011, când fuseseră înregistrați 7.116 locuitori. Majoritatea locuitorilor sunt români (53,42%), cu minorități de maghiari (31,96%) și romi (5,43%). Din punct de vedere confesional, majoritatea locuitorilor sunt ortodocși (52,61%), cu minorități de reformați (23,72%), romano-catolici (7,56%), penticostali (3,11%) și baptiști (1,11%), iar pentru 10,35% nu se cunoaște apartenența confesională.

### Evoluție istorică

#### Structura etnică
Populația comunei a evoluat de-a lungul timpului astfel:
Aghireșu - evoluția demografică

|  | Graficele sunt indisponibile din cauza unor probleme tehnice. Mai multe informații se găsesc la Phabricator și la wiki-ul MediaWiki. |

Date: Recensăminte sau birourile de statistică - grafică realizată de Wikipedia

#### Structura confesională
Din punct de vedere confesional evoluția demografică a fost următoarea:

## Istoric
Următoarele obiective au fost înscrise pe Lista monumentelor istorice din județul Cluj, elaborată de Ministerul Culturii din România în anul 2015:
- Așezarea fortificată preistorică din punctul “Dealul Tucaș” (“Hudia”)
- Așezarea fortificată din punctul “Dealul La Stoguri” (perioada "La Tène")
- Așezarea romană din punctele “Căpranța” și “Iarba Căprenții”

Prima menționare documentară a satului Aghireșu este din 1263.

## Lăcașuri de cult
- Biserica Reformată-Calvină din secolele XIII-XV (inițial romano-catolică, cu hramul Sf. Martin), cu elemente de arhitectură și sculptură gotice, cu interferențe renascentiste. În această biserică se află mormântul lui Gábor Bocskai (1616).
- Biserica românească de lemn cu hramul „Sfinții Arhangheli Mihail și Gavriil” (1780), cu picturi originale, adusă în 1931 din satul Văleni.

## Obiective turistice
- Castelul Bocskai (1572, azi ruinat).
- Cabana Leghia.
- Rezervația naturală "Gipsurile de la Leghia" (1 ha).
- Laguna albastră

## Transporturi
Satul Aghireșu Fabrici are stație de cale ferată, iar în satele Aghireșu, Dorolțu, Leghia și Macău există halte.

## Personalități născute aici
- Ștefan Tyukodi (1933 - ?), demnitar comunist;
- Andrei Ianko (n. 1958), wrestler.

## Imagini

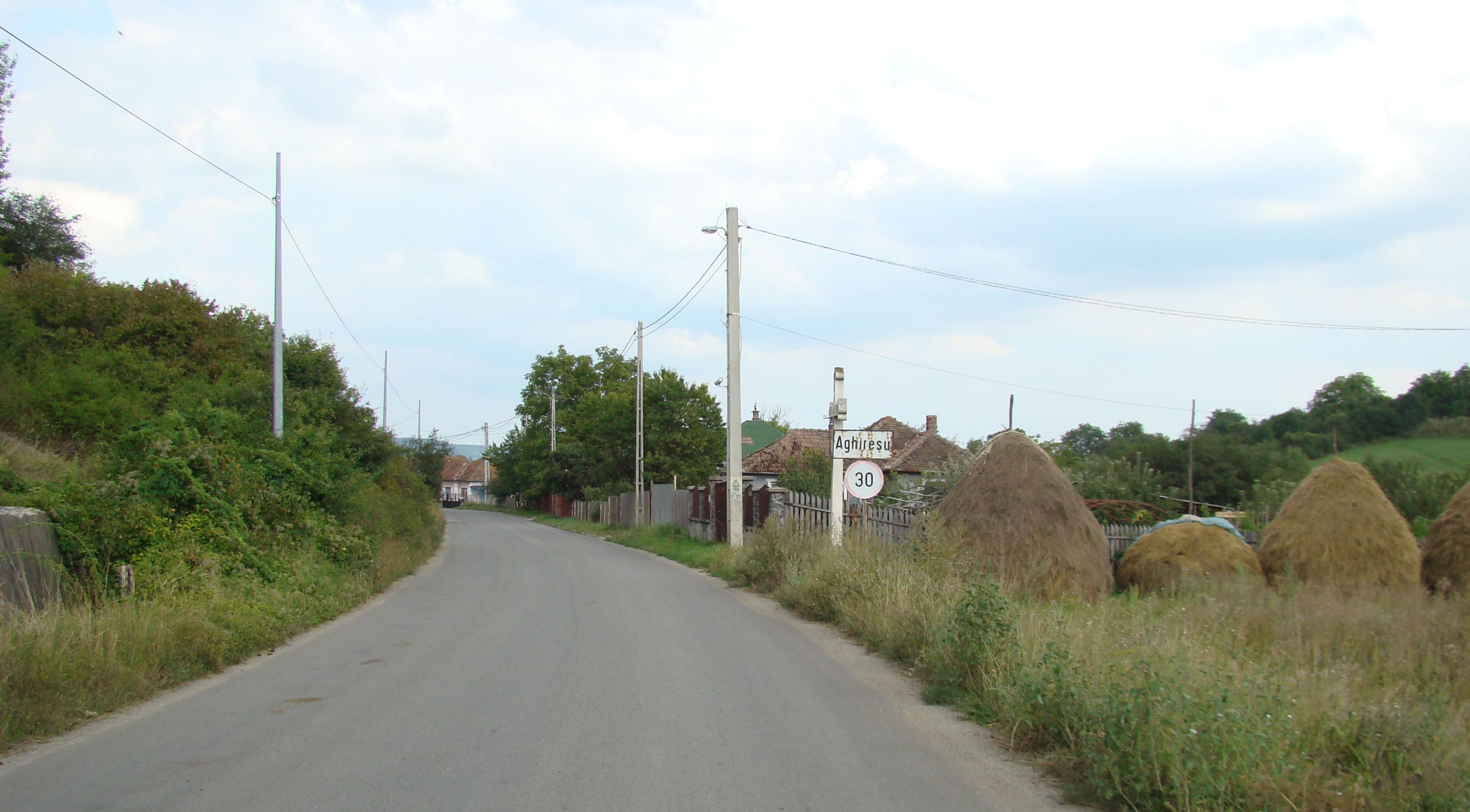
Intrarea în Aghireșu dinspre Leghia
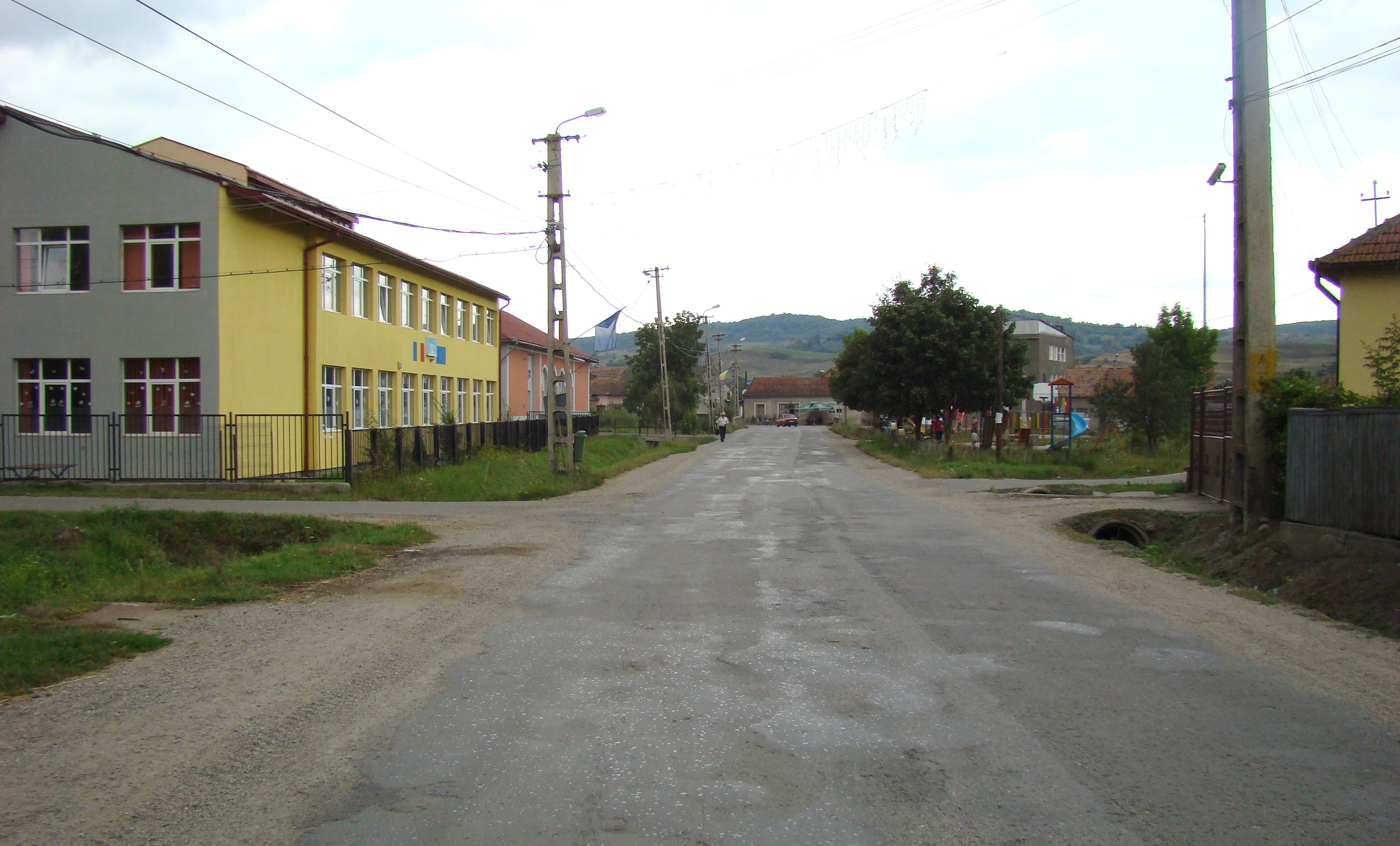
Aghireșu
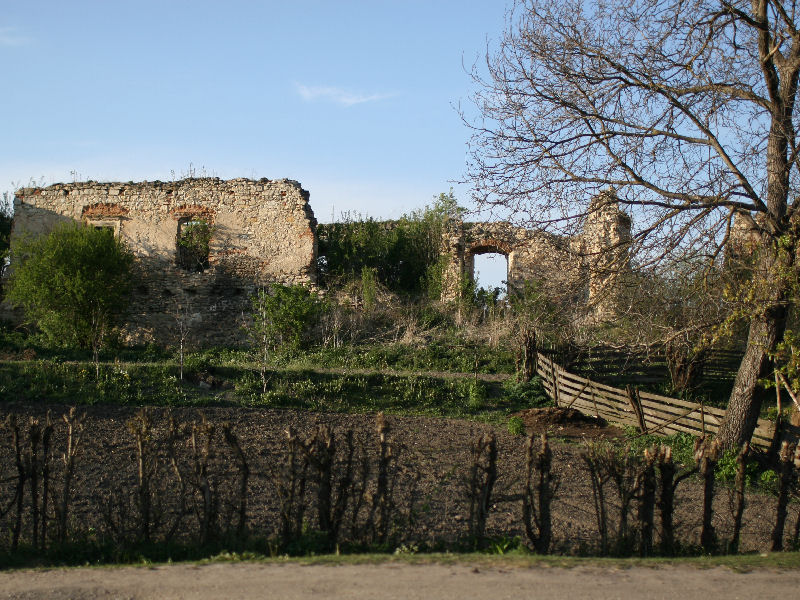
Ruinele castelului Bocskai
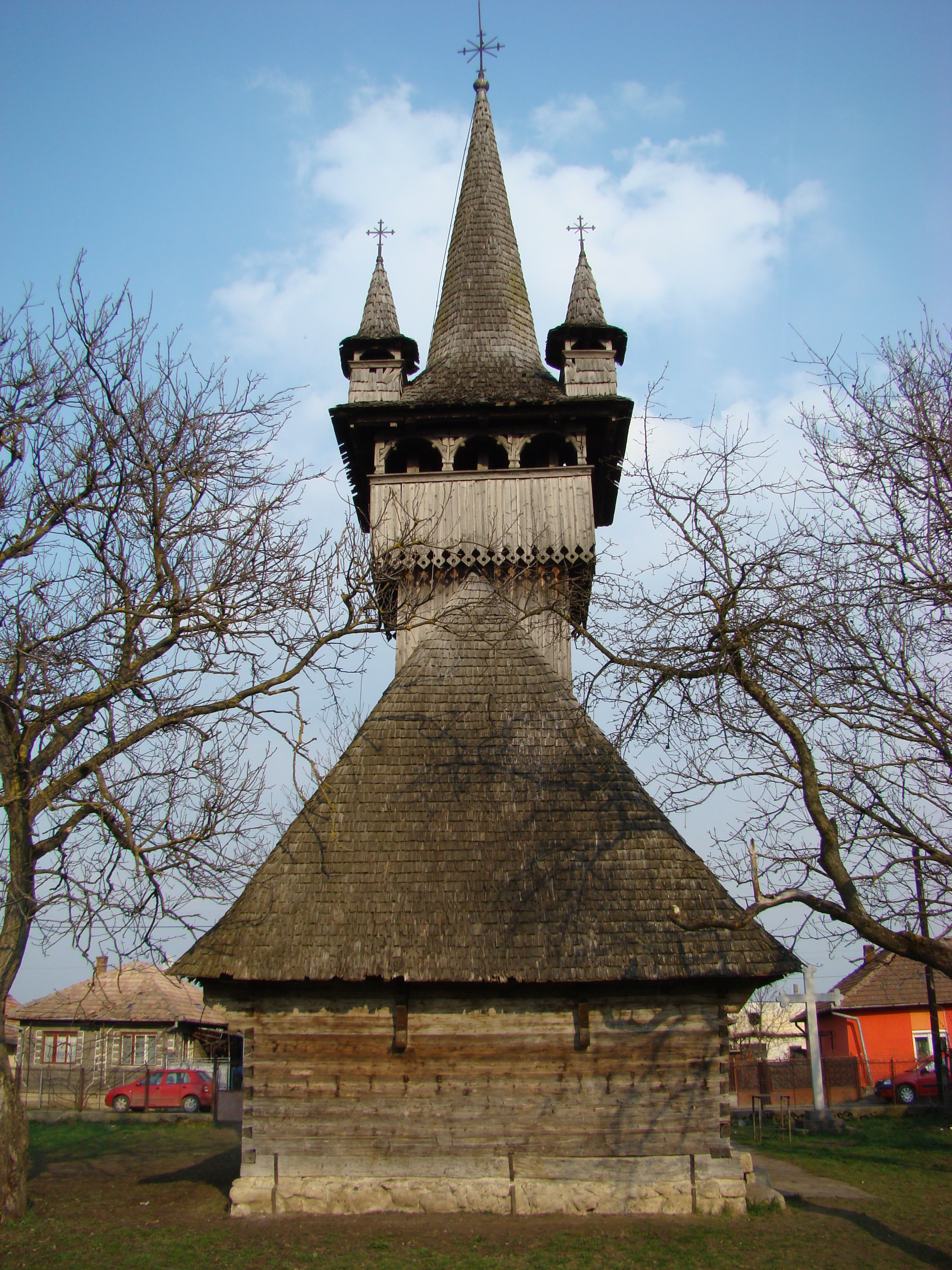
Biserica de lemn adusă de la Văleni
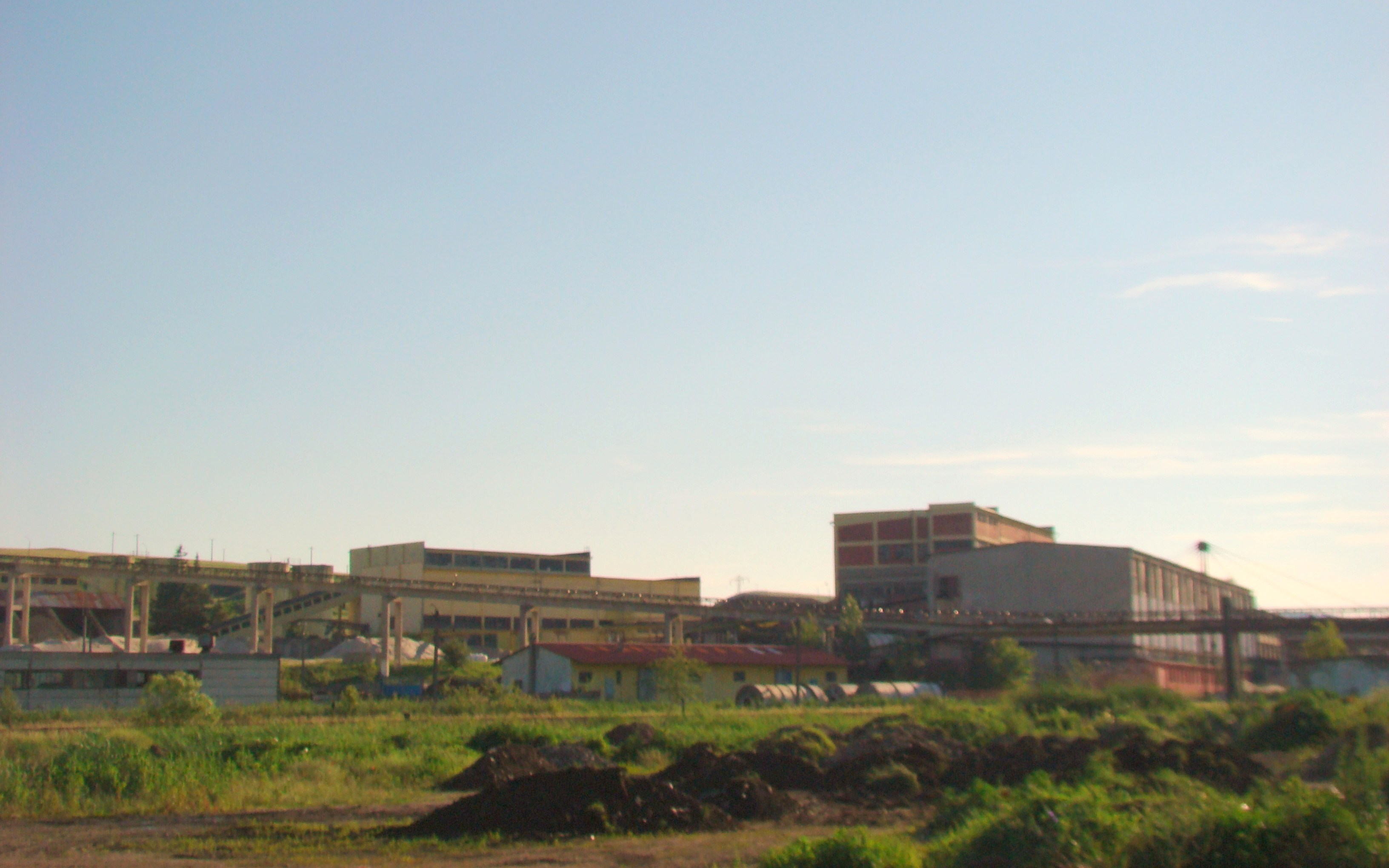
Exploatarea minieră Aghireșu
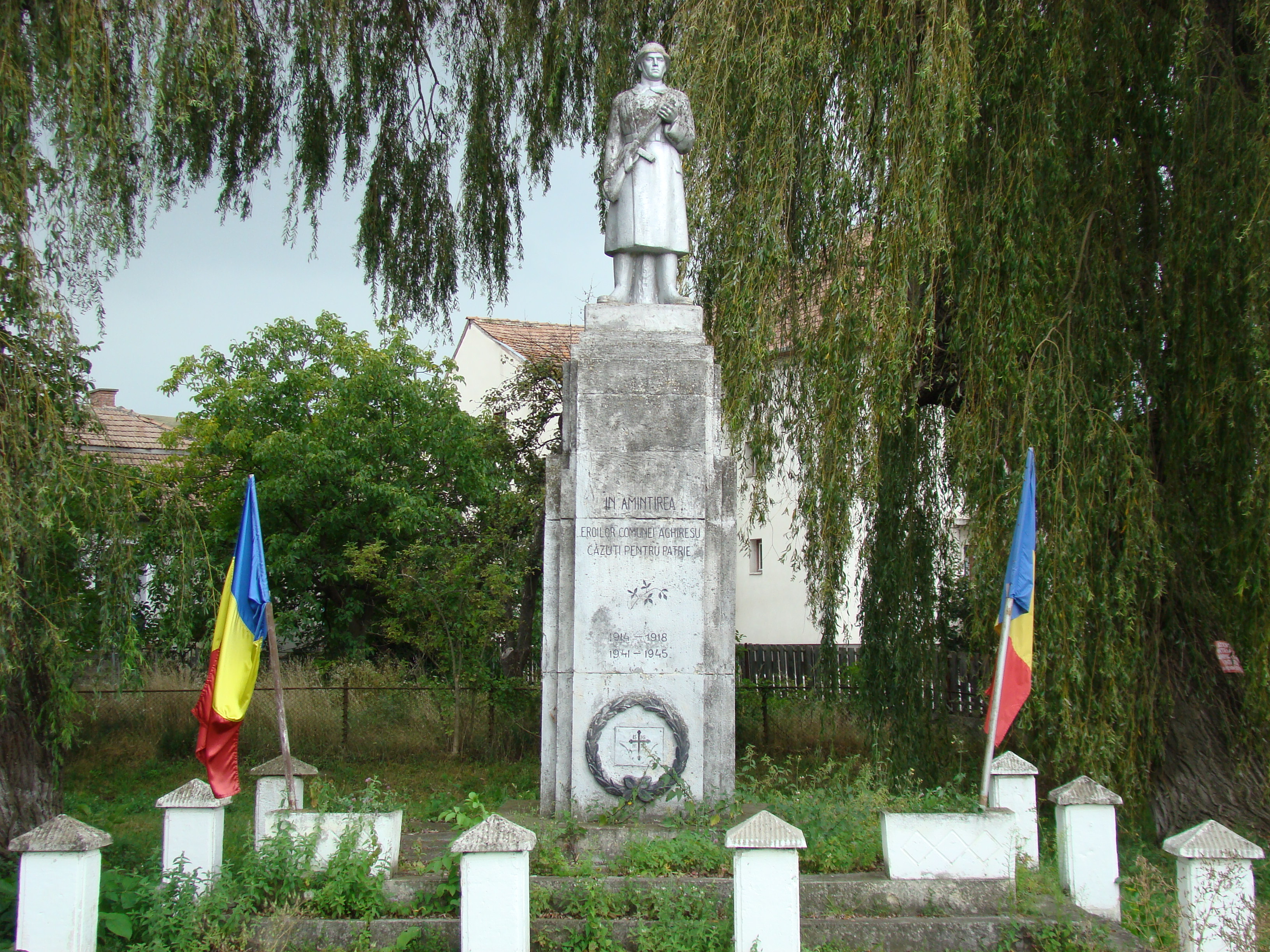
Monumentul Eroilor români
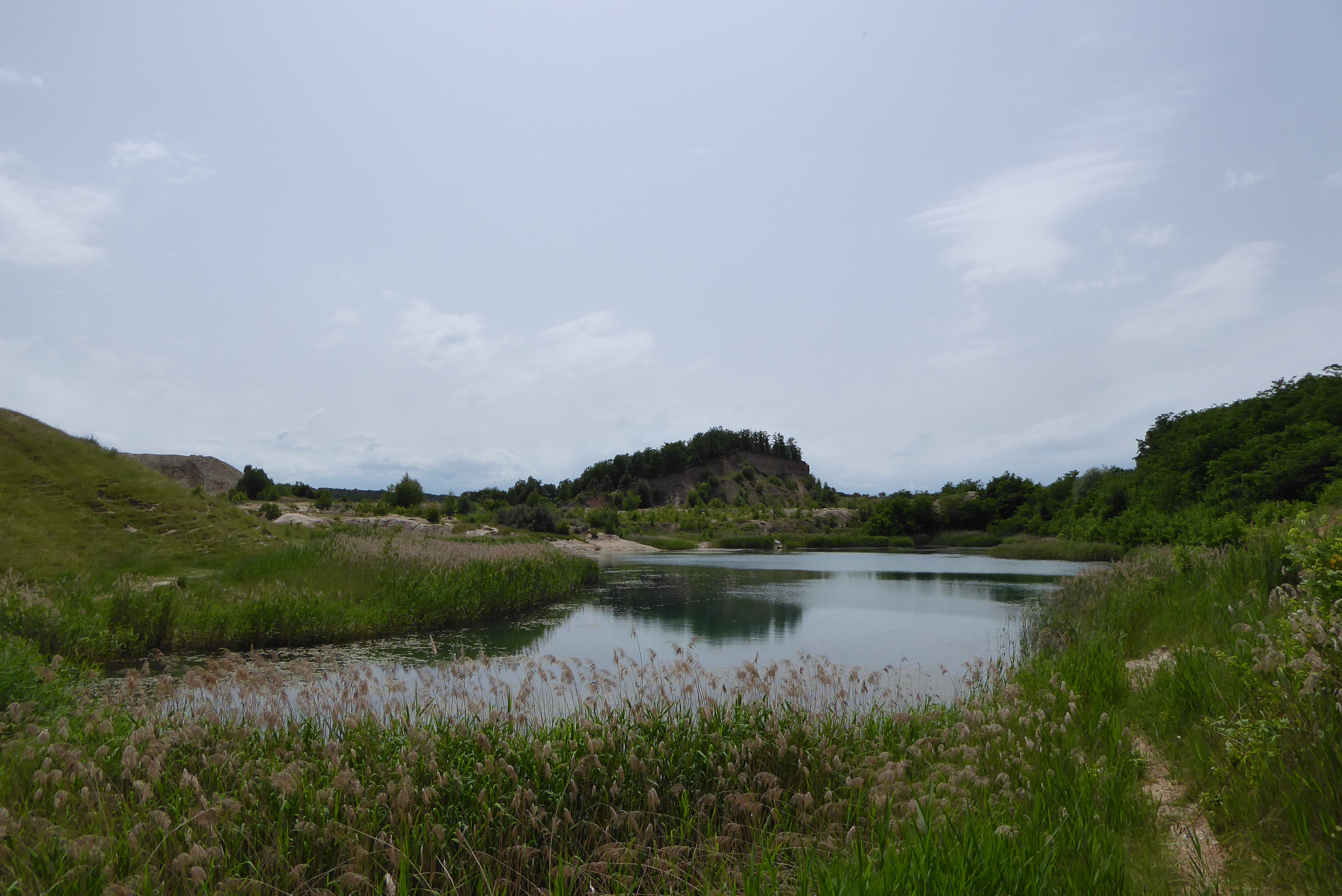
Laguna albastră
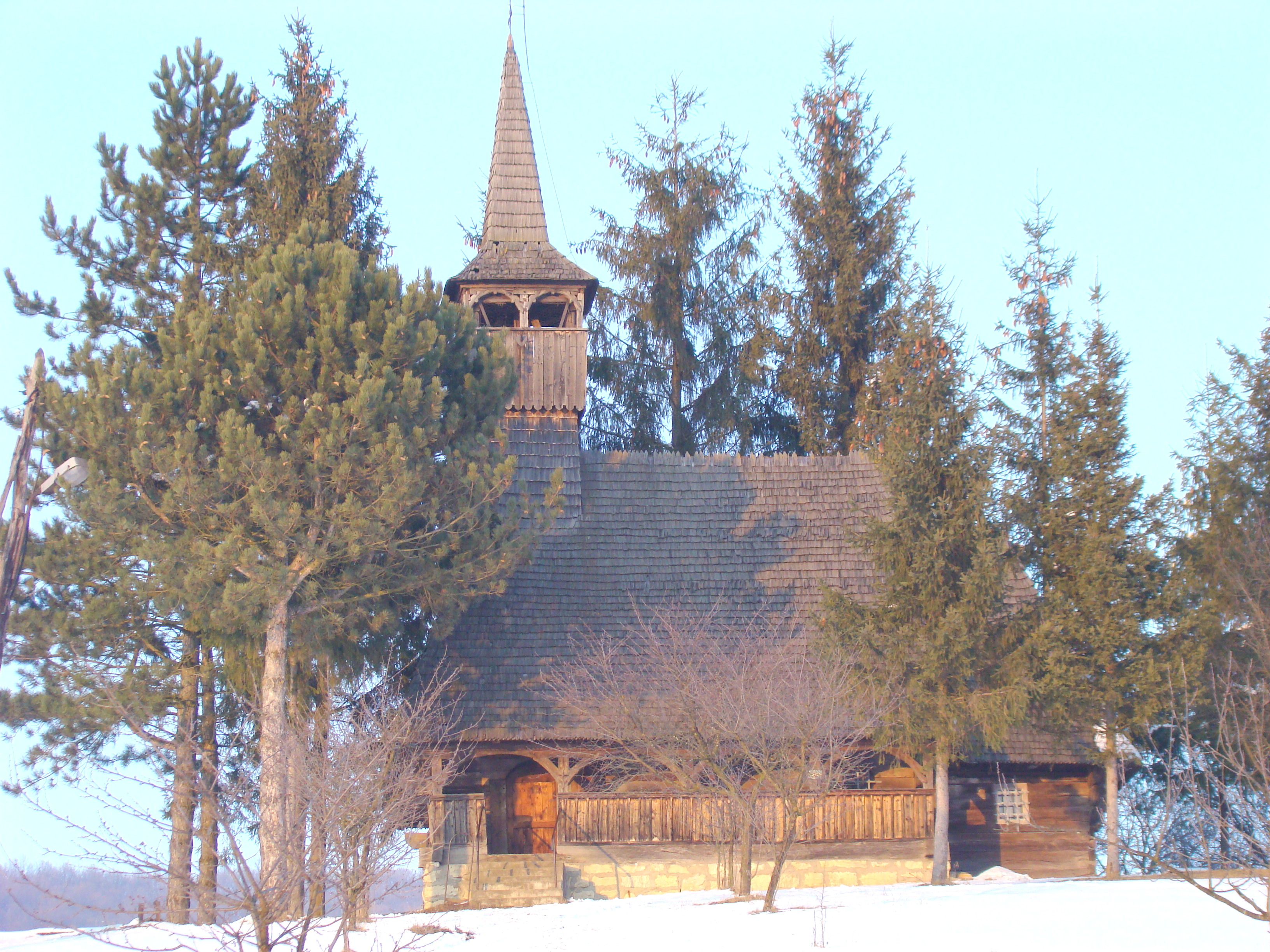
Biserica de lemn „Nașterea Maicii Domnului” din Aghireșu-Fabrici
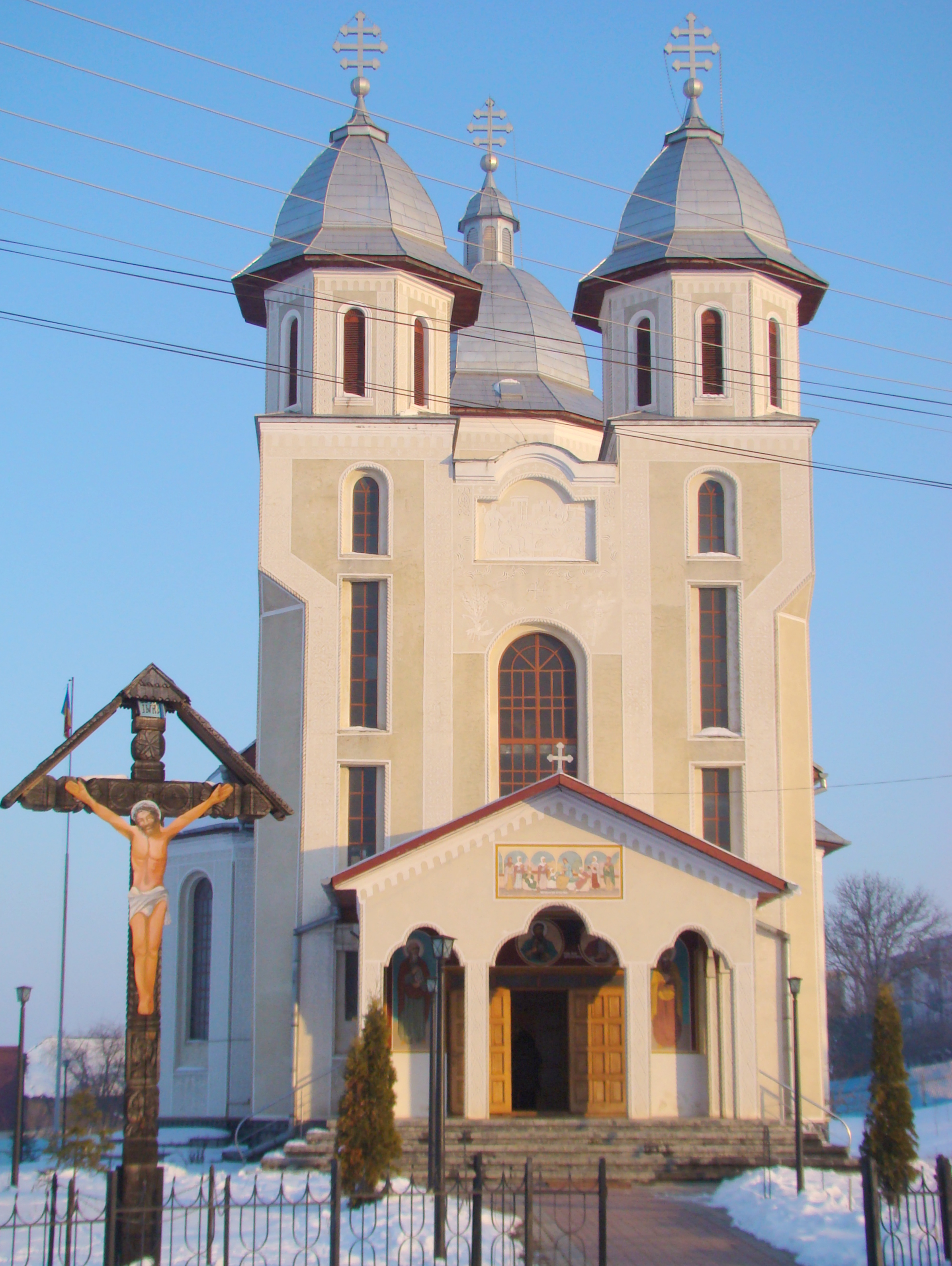
Biserica ortodoxă de zid din Aghireșu-Fabrici
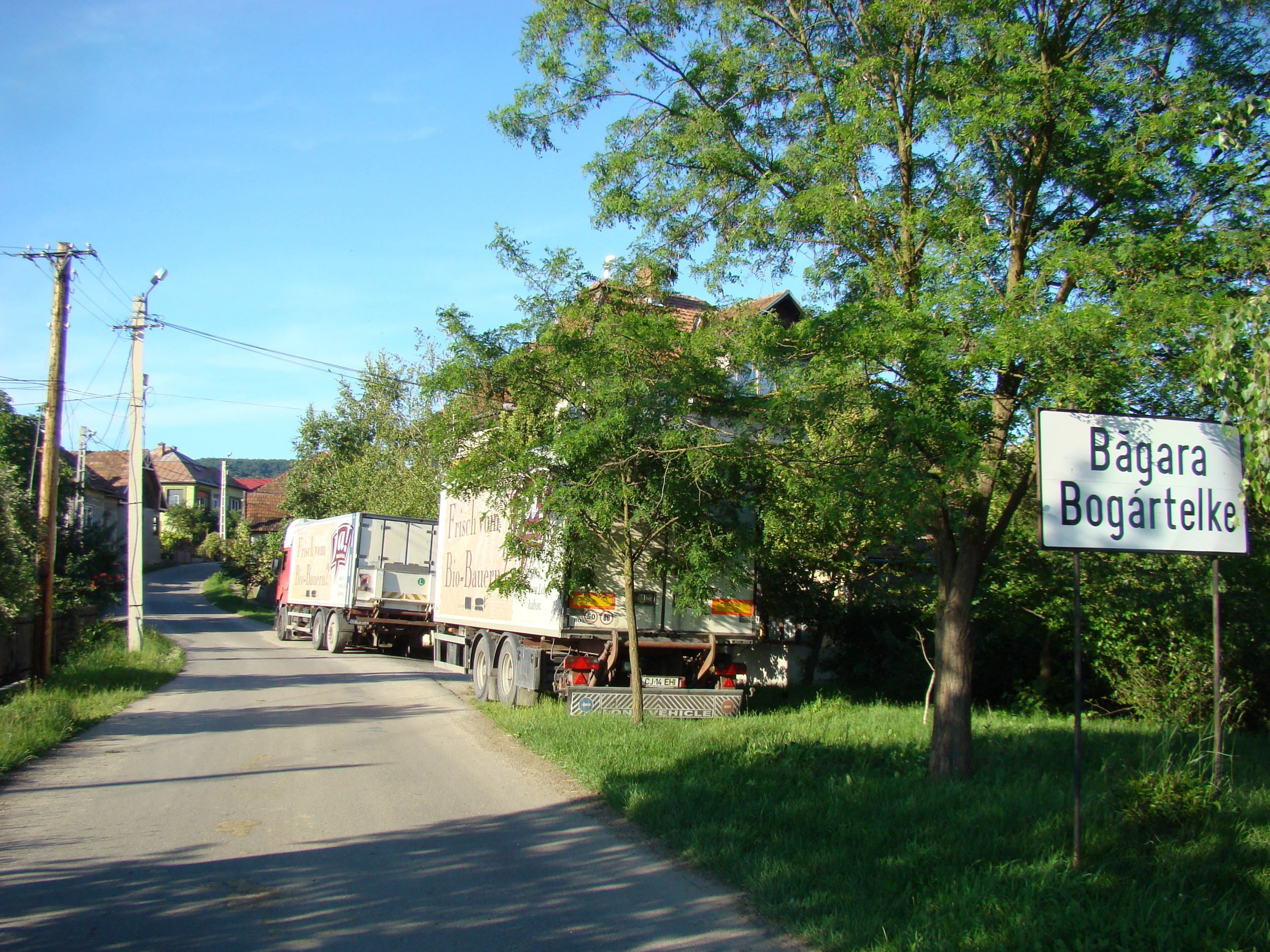
Băgara
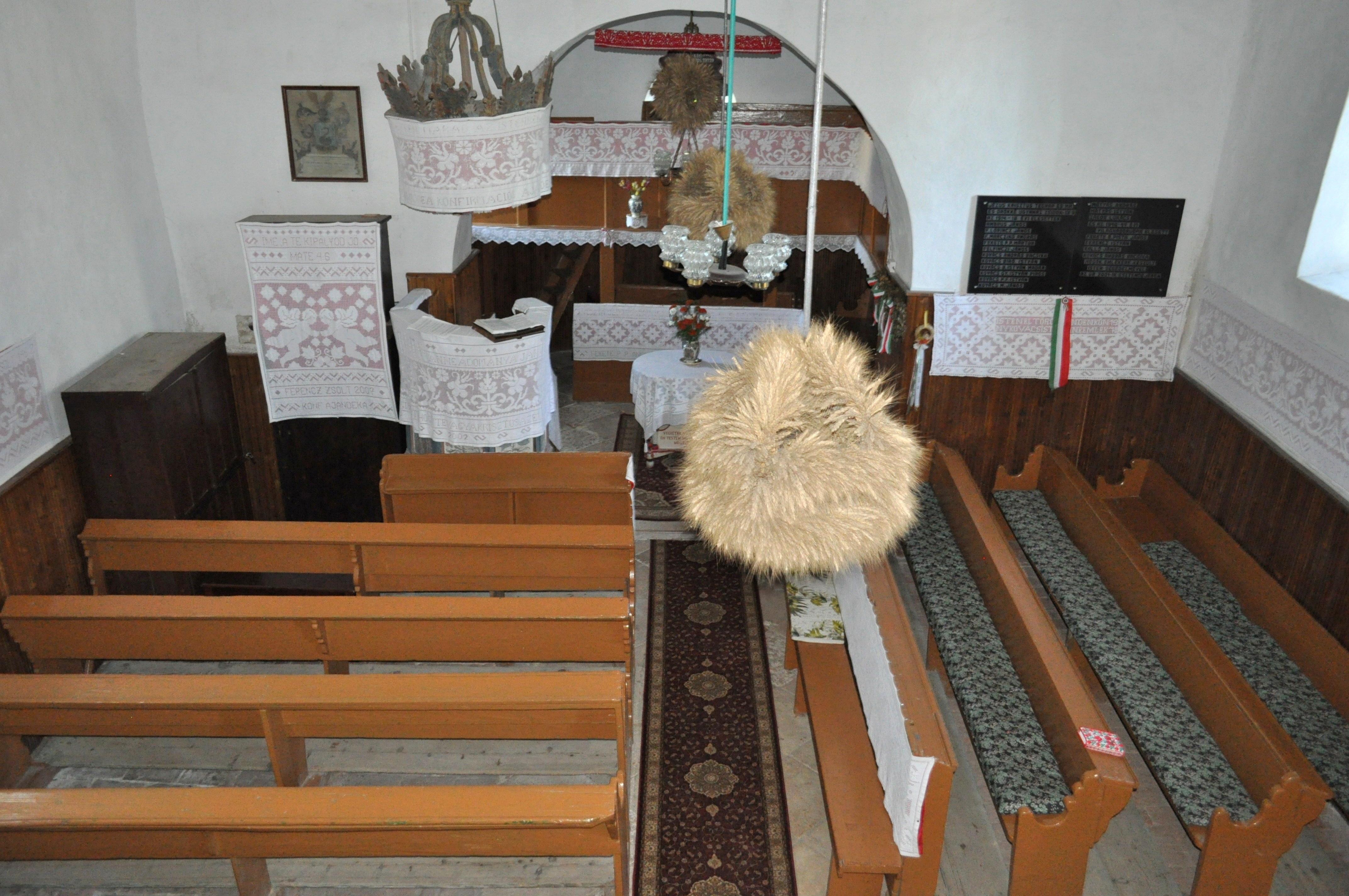
Biserica reformată din Băgara (monument istoric)
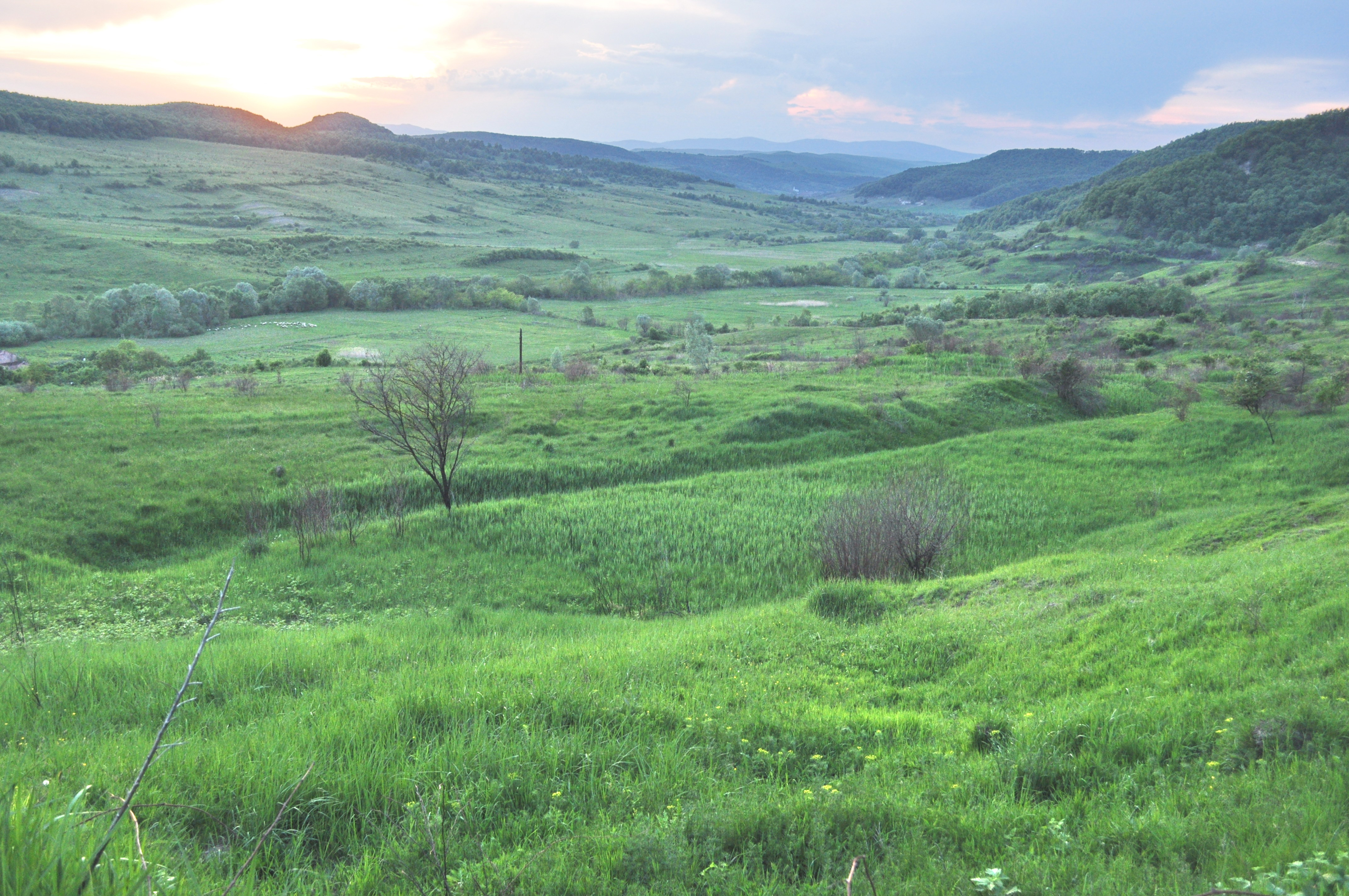
Dâncu
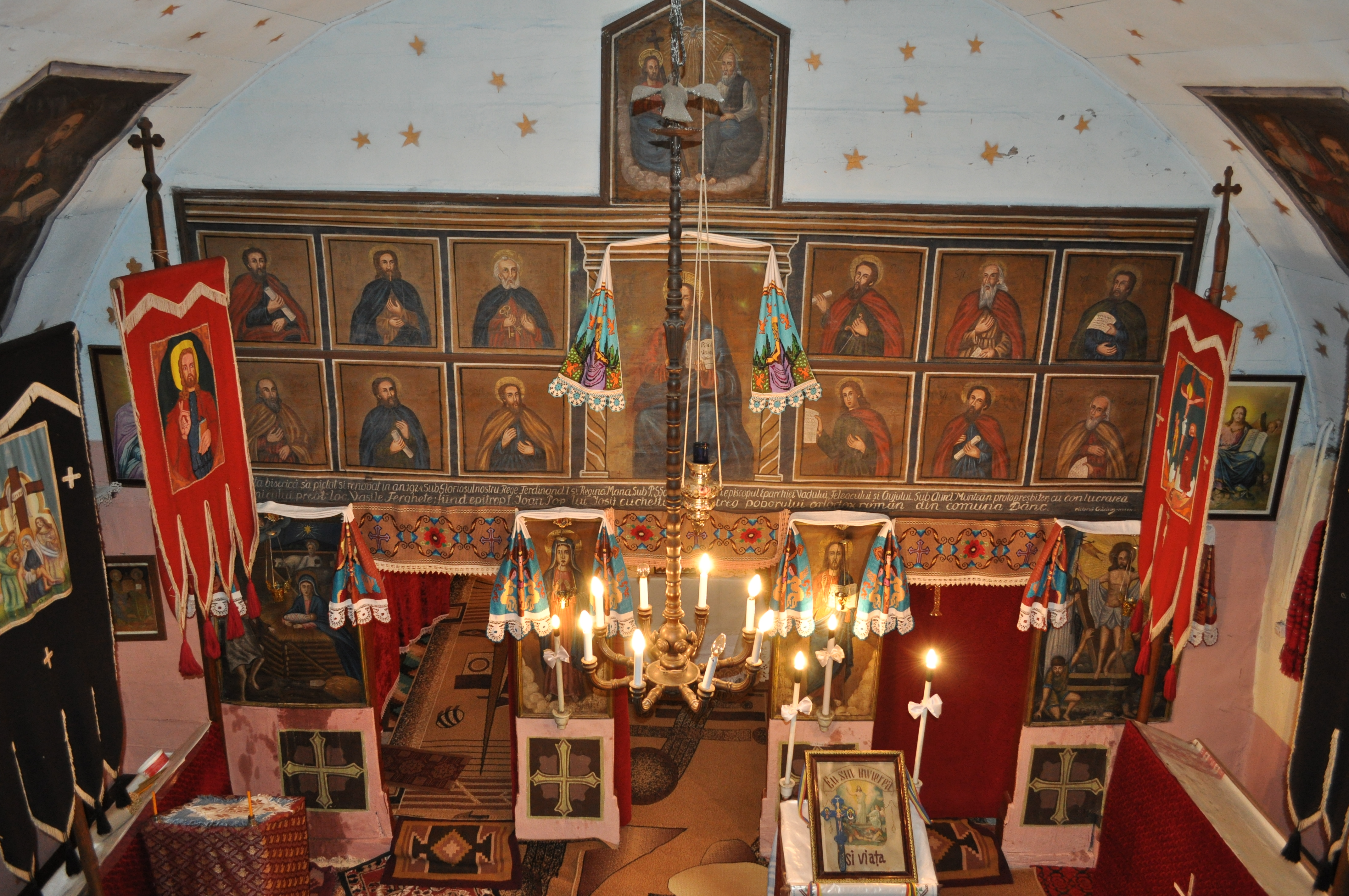
Biserica de lemn din Dâncu (monument istoric)
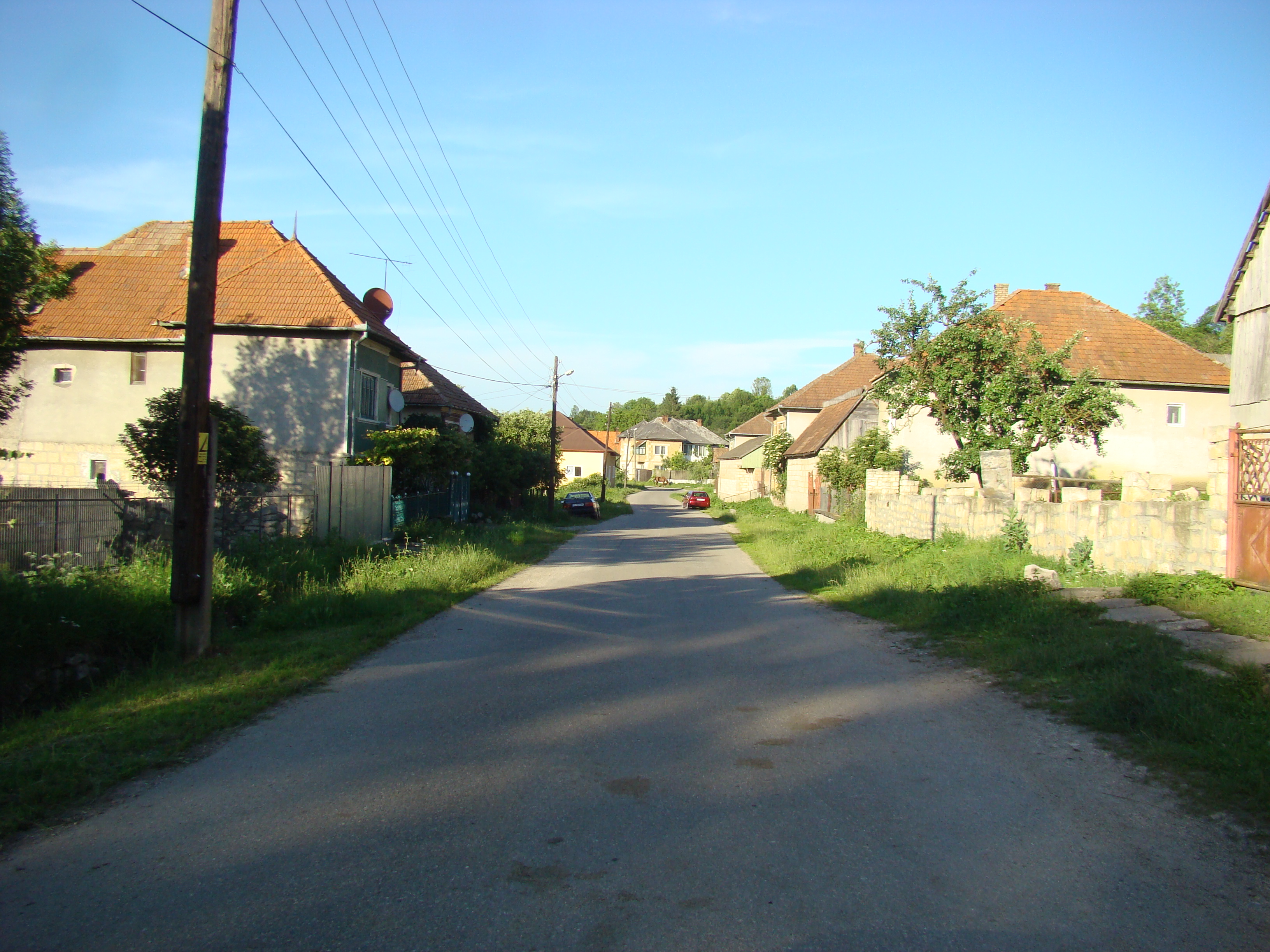
Dorolțu
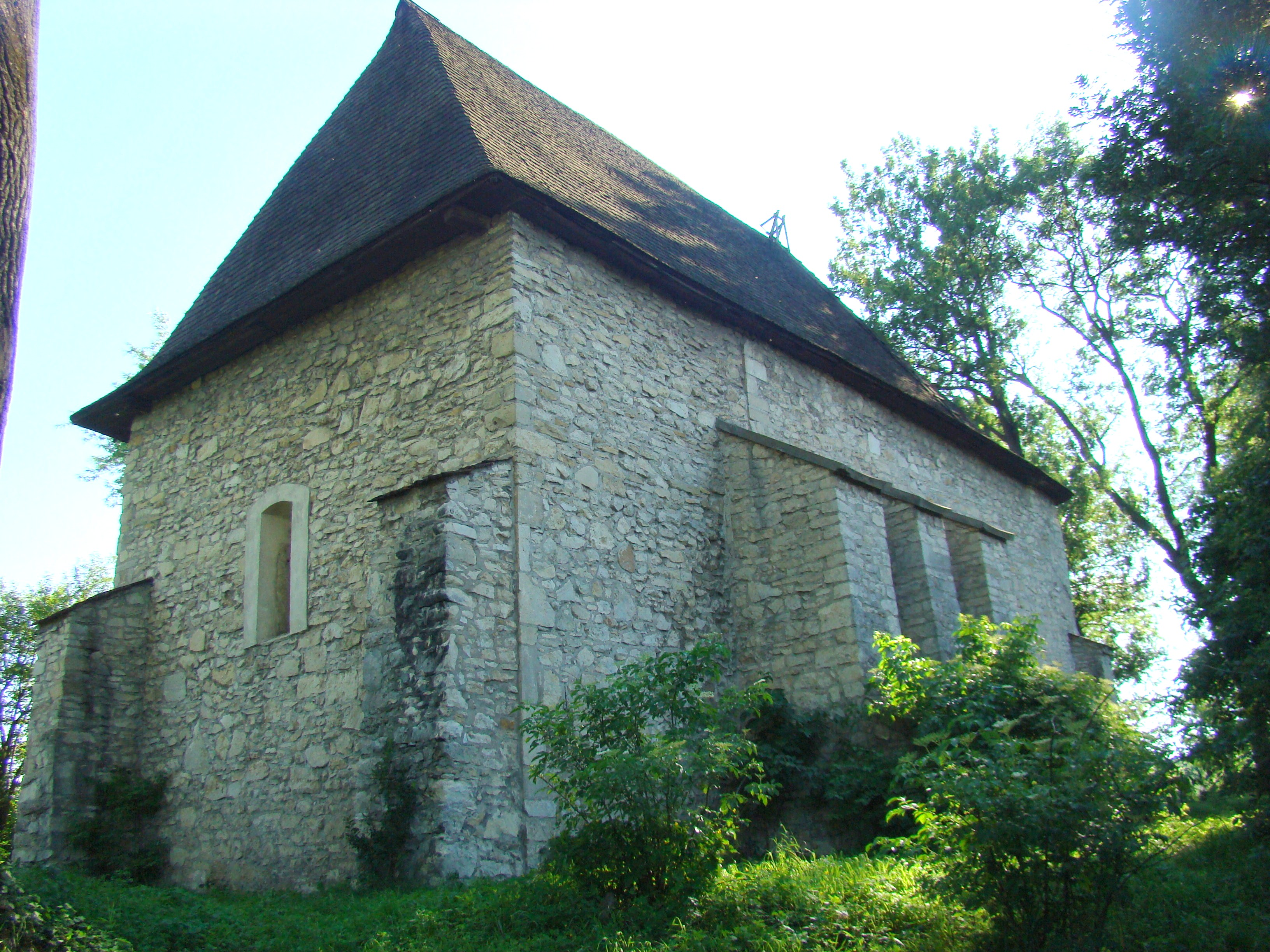
Biserica reformată din Dorolțu (monument istoric)
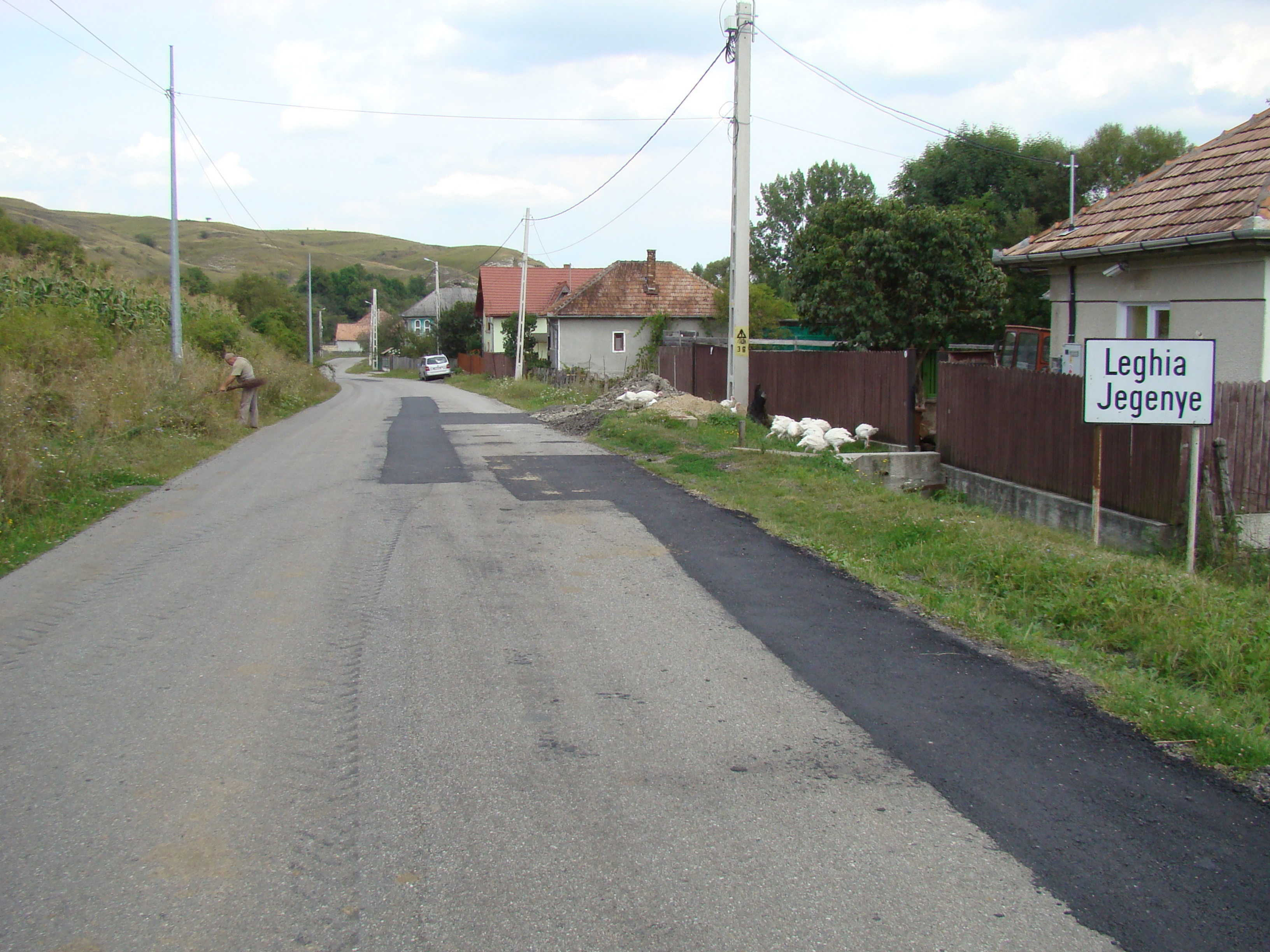
Leghia
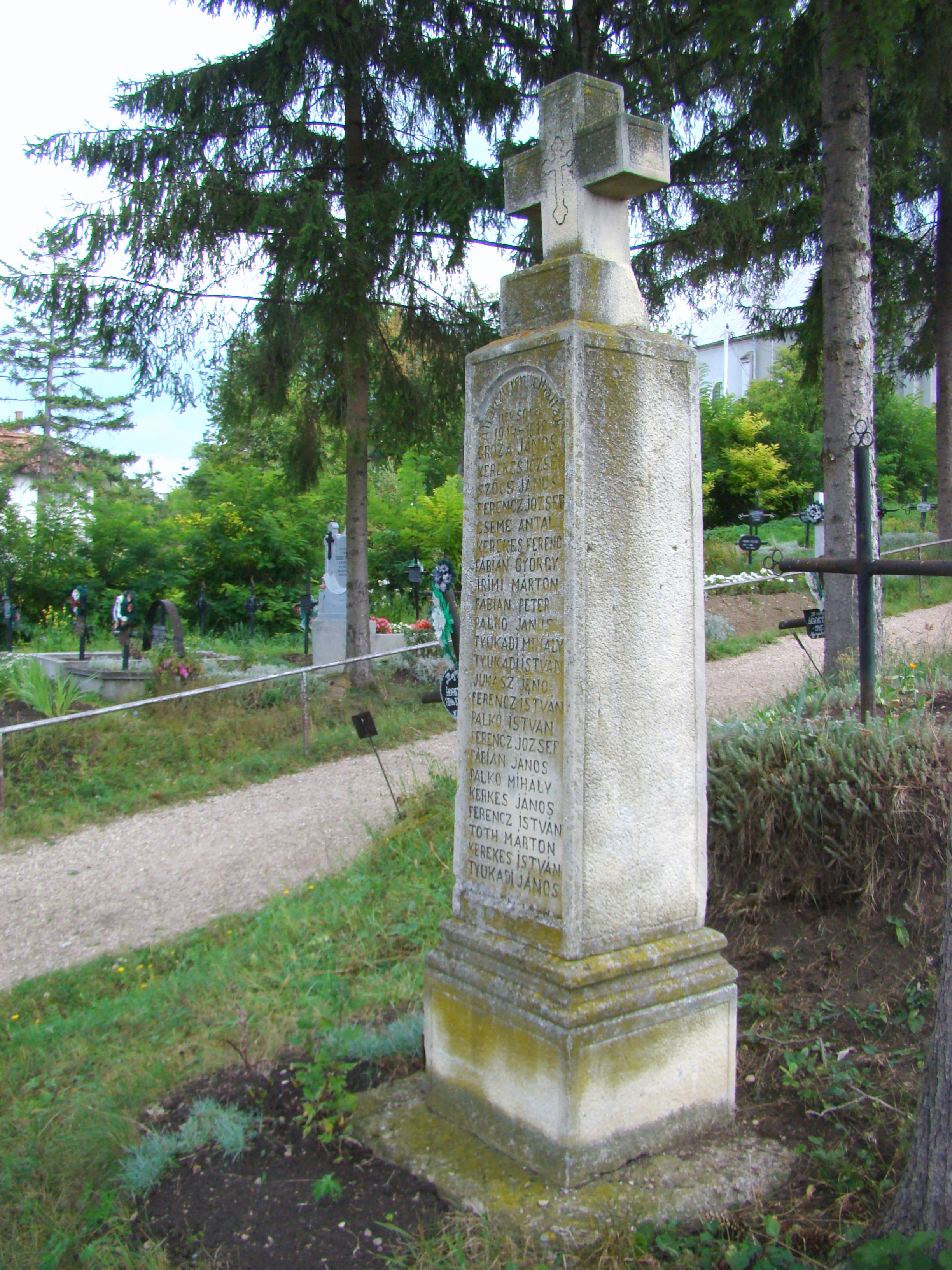
Monumentul eroilor maghiari din satul Leghia
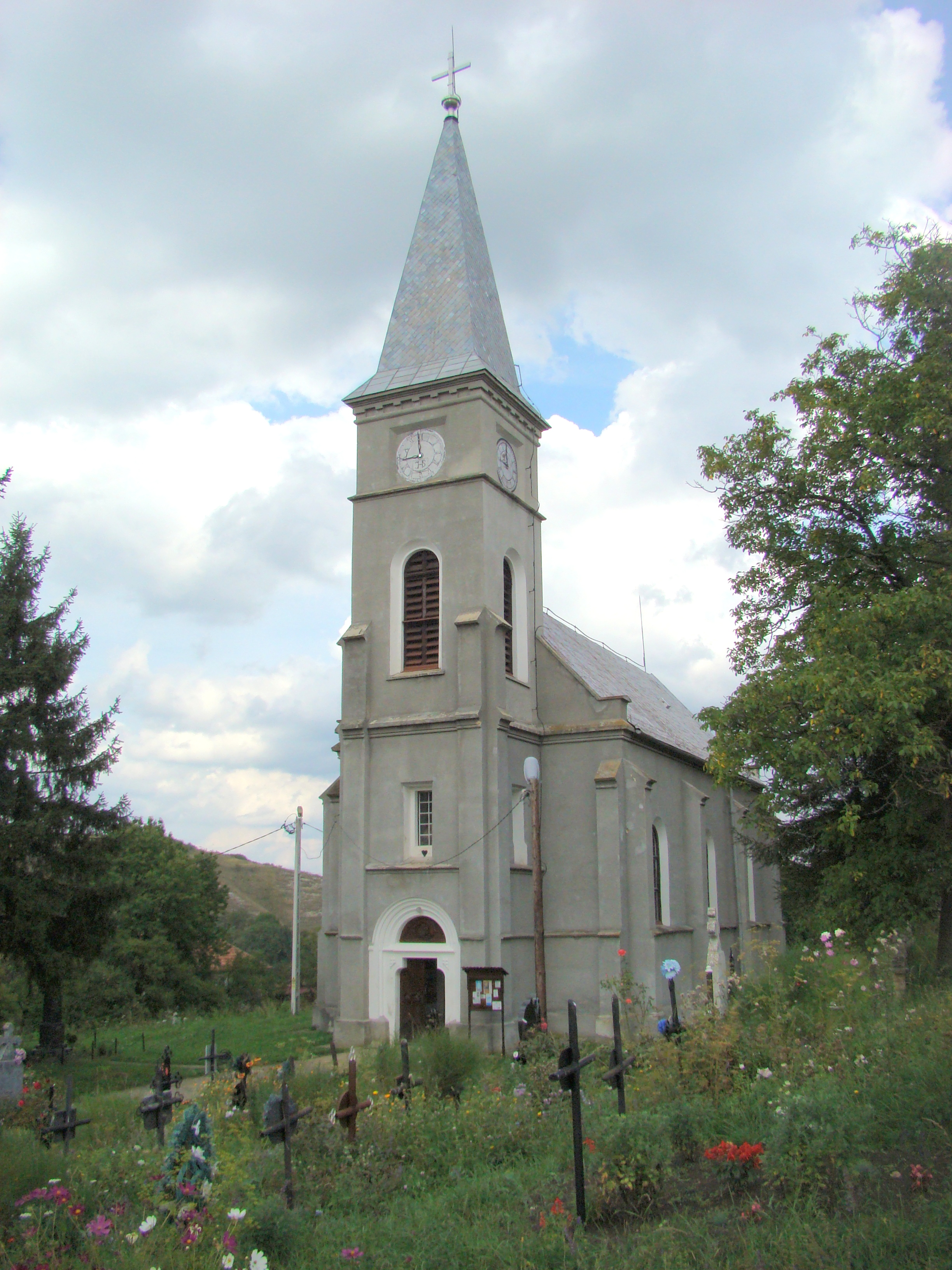
Biserica romano-catolică din Leghia
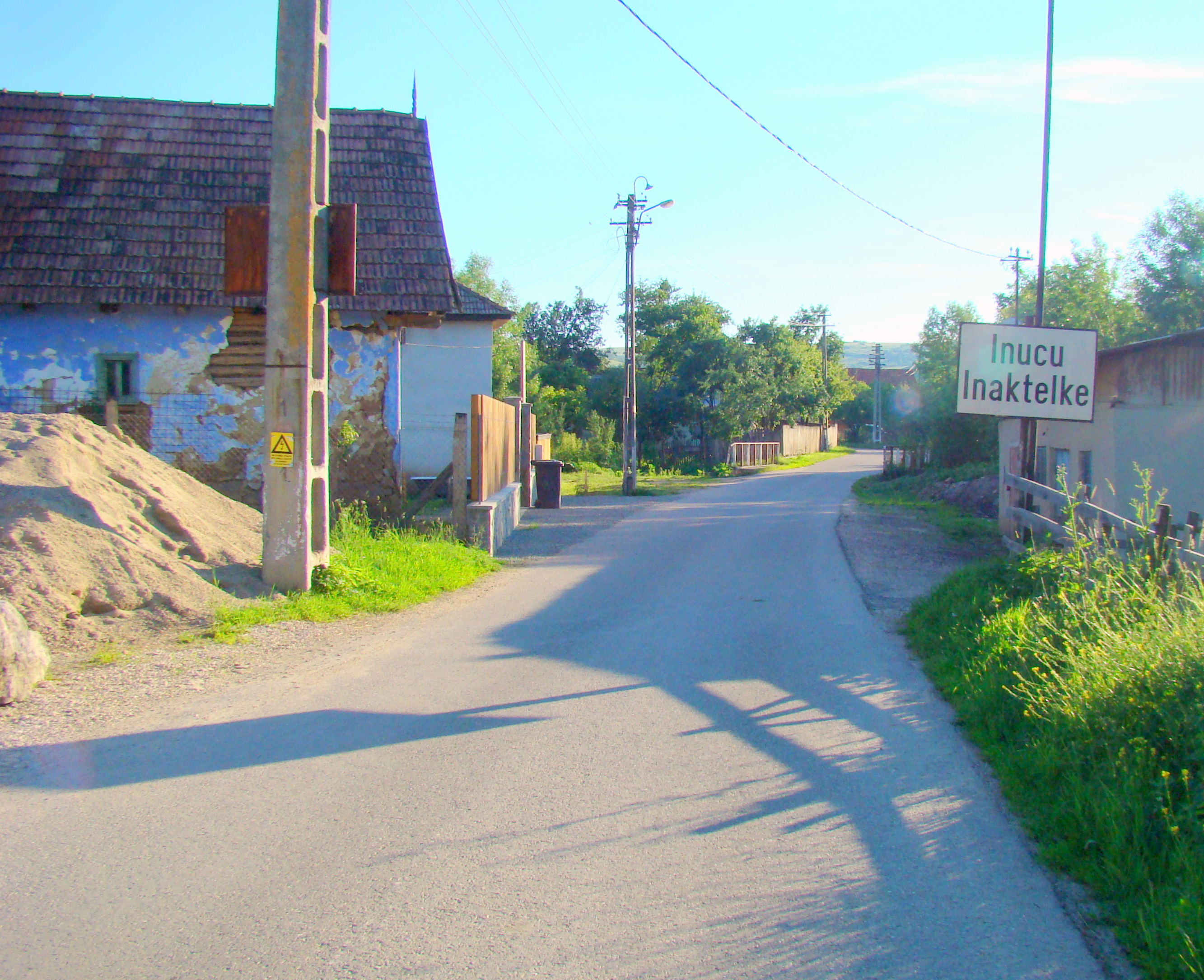
Inucu
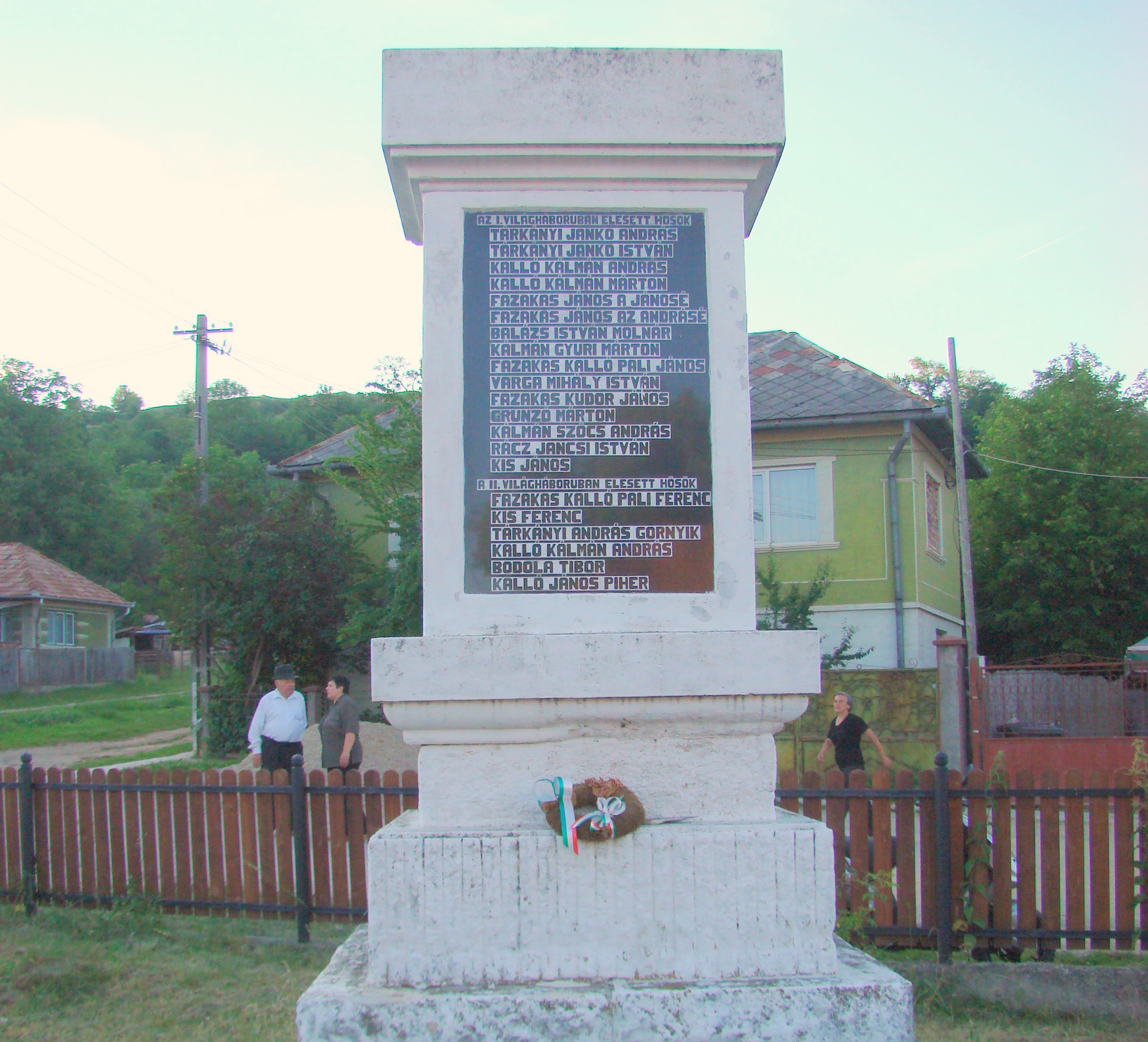
Monumentul eroilor maghiari
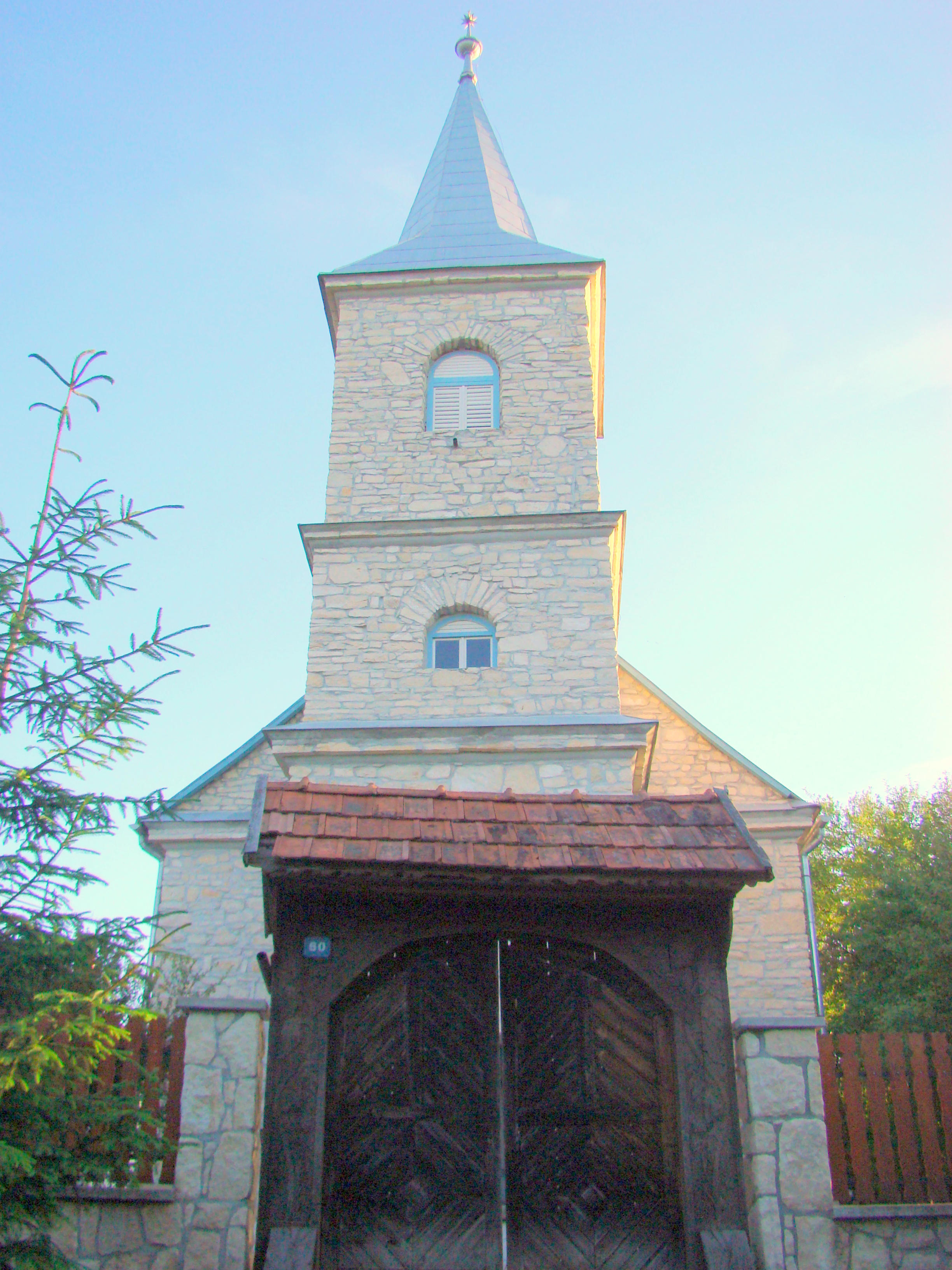
Biserica reformată din Inucu
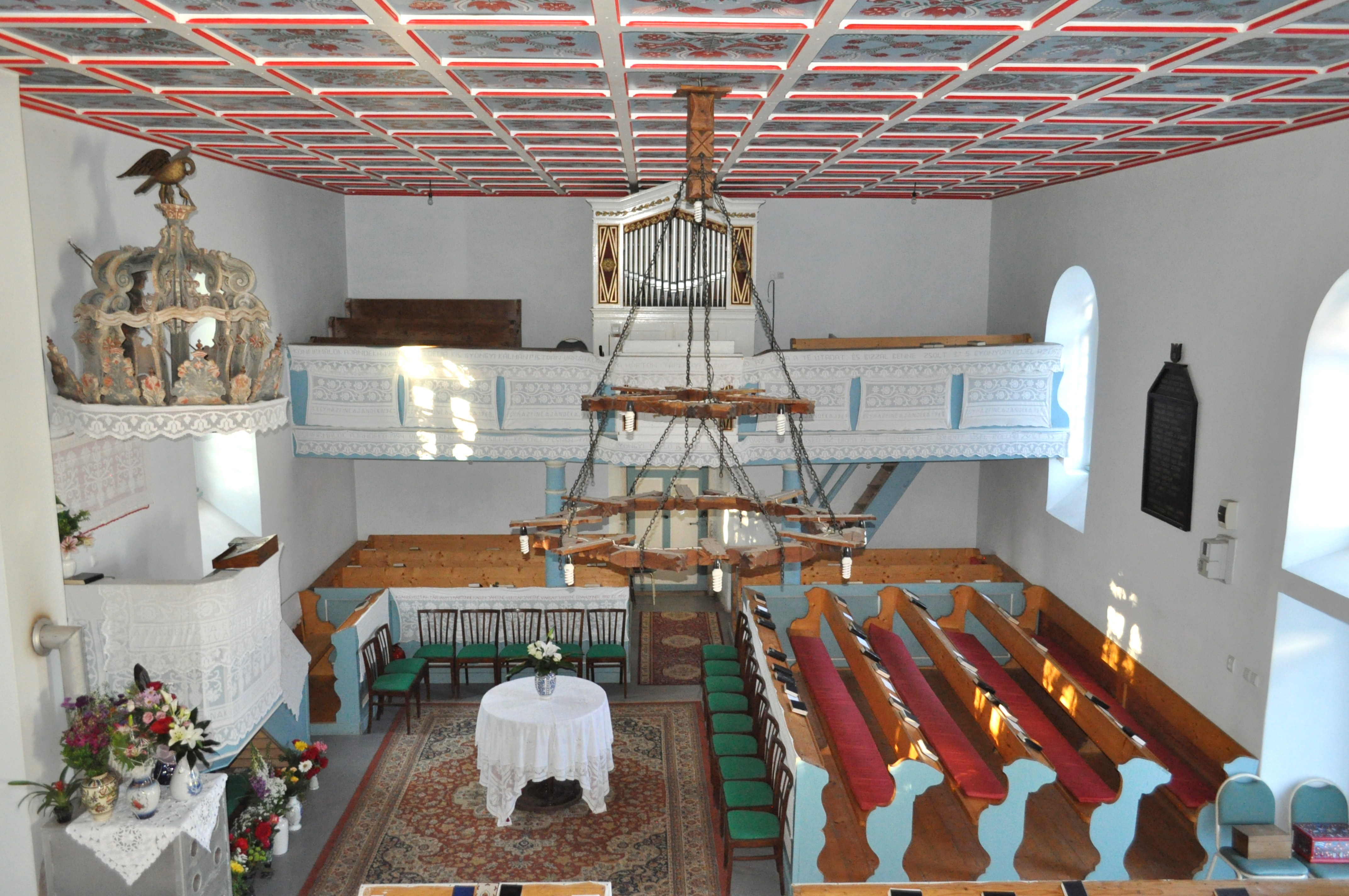
Biserica reformată din Inucu (interior)
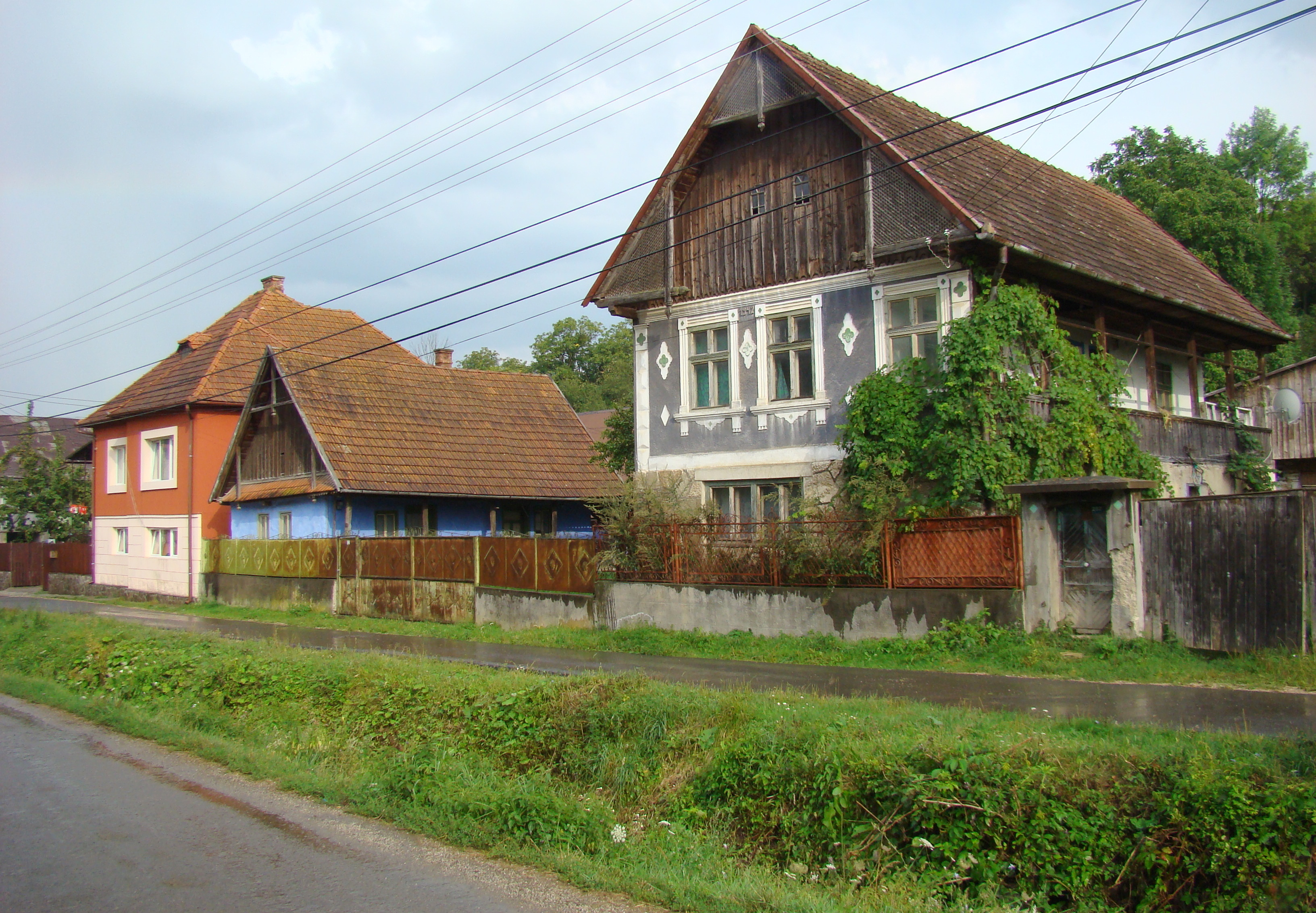
Macău
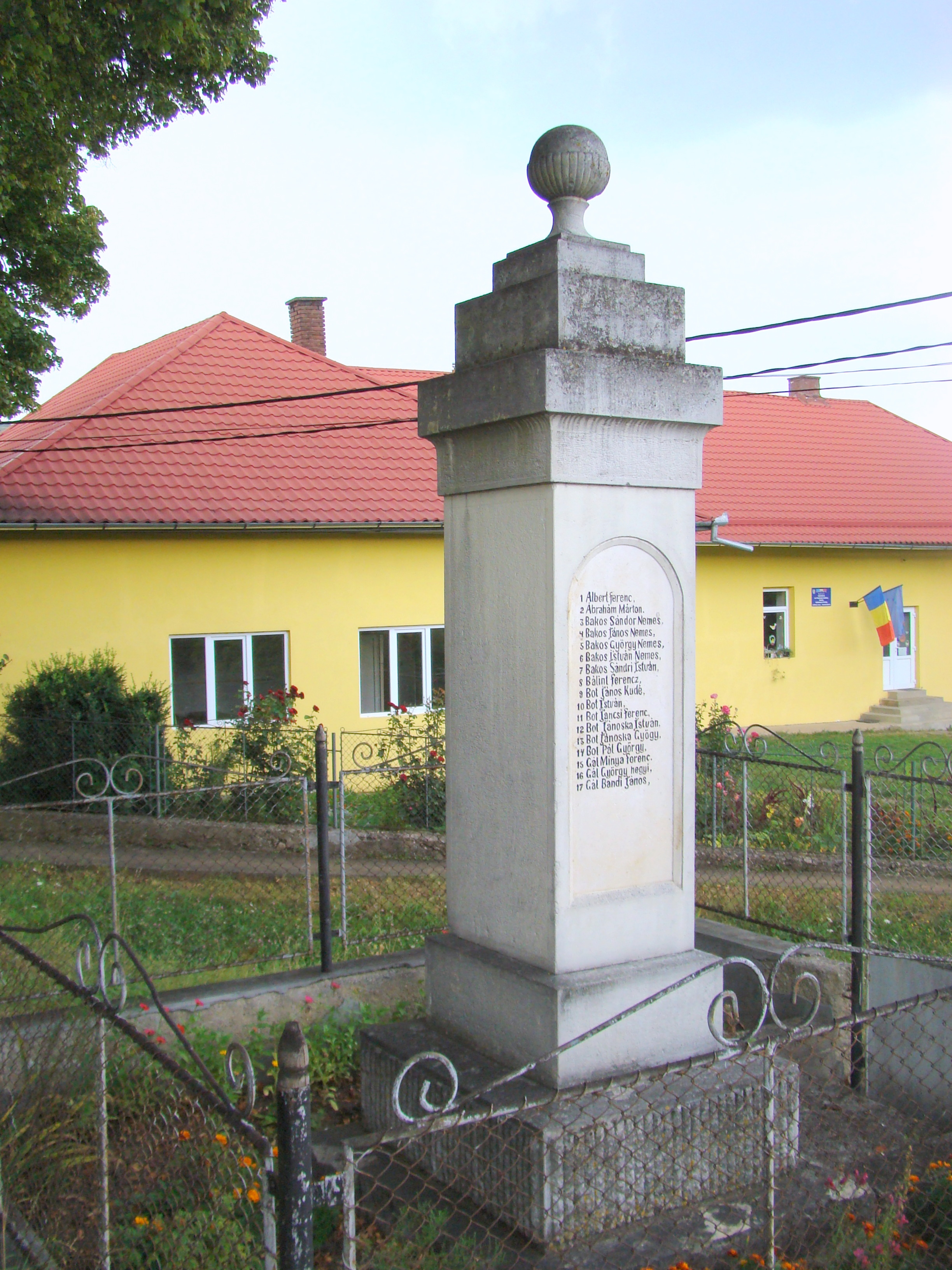
Monumentul Eroilor maghiari din satul Macău
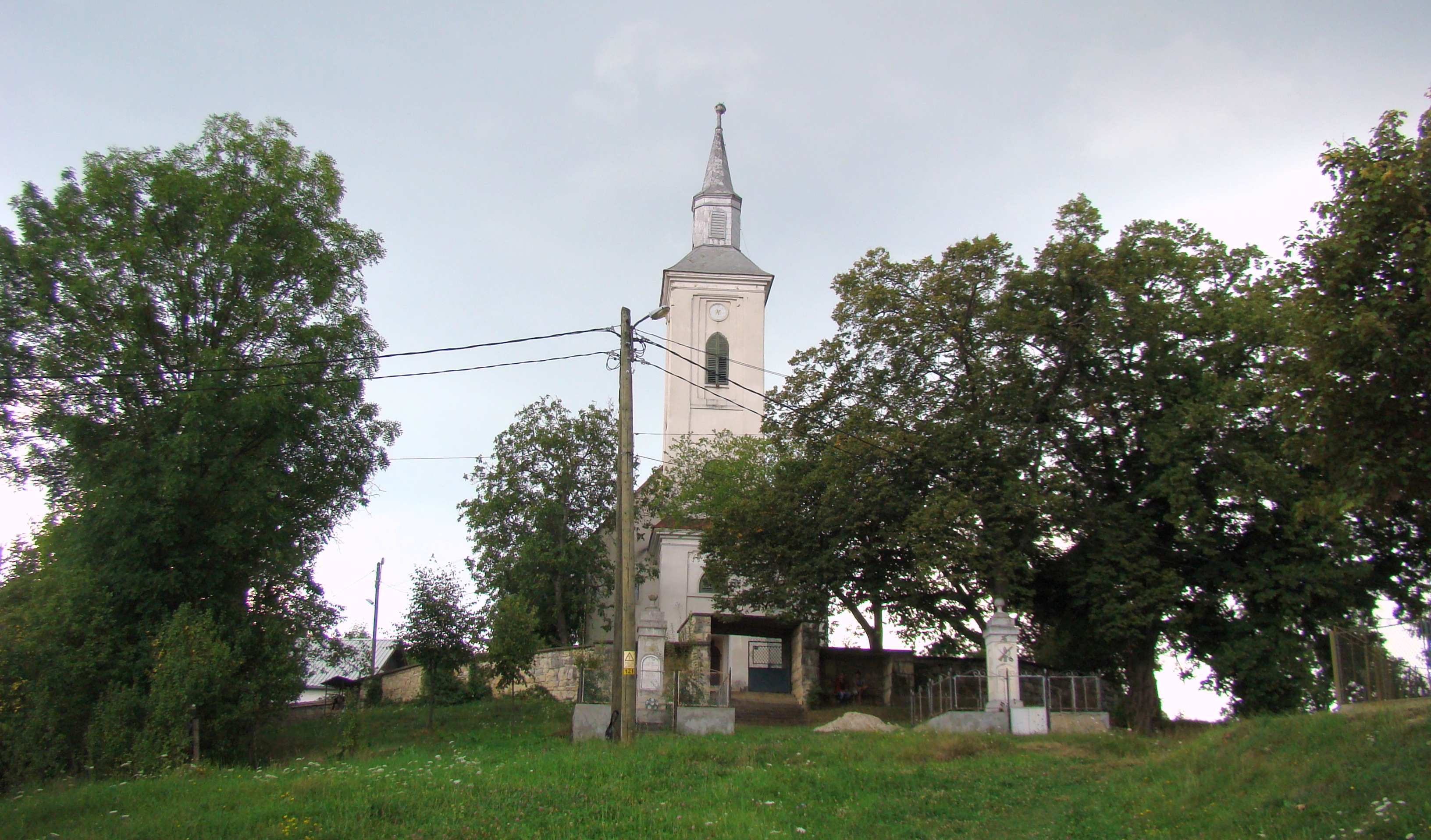
Biserica reformată din satul Macău
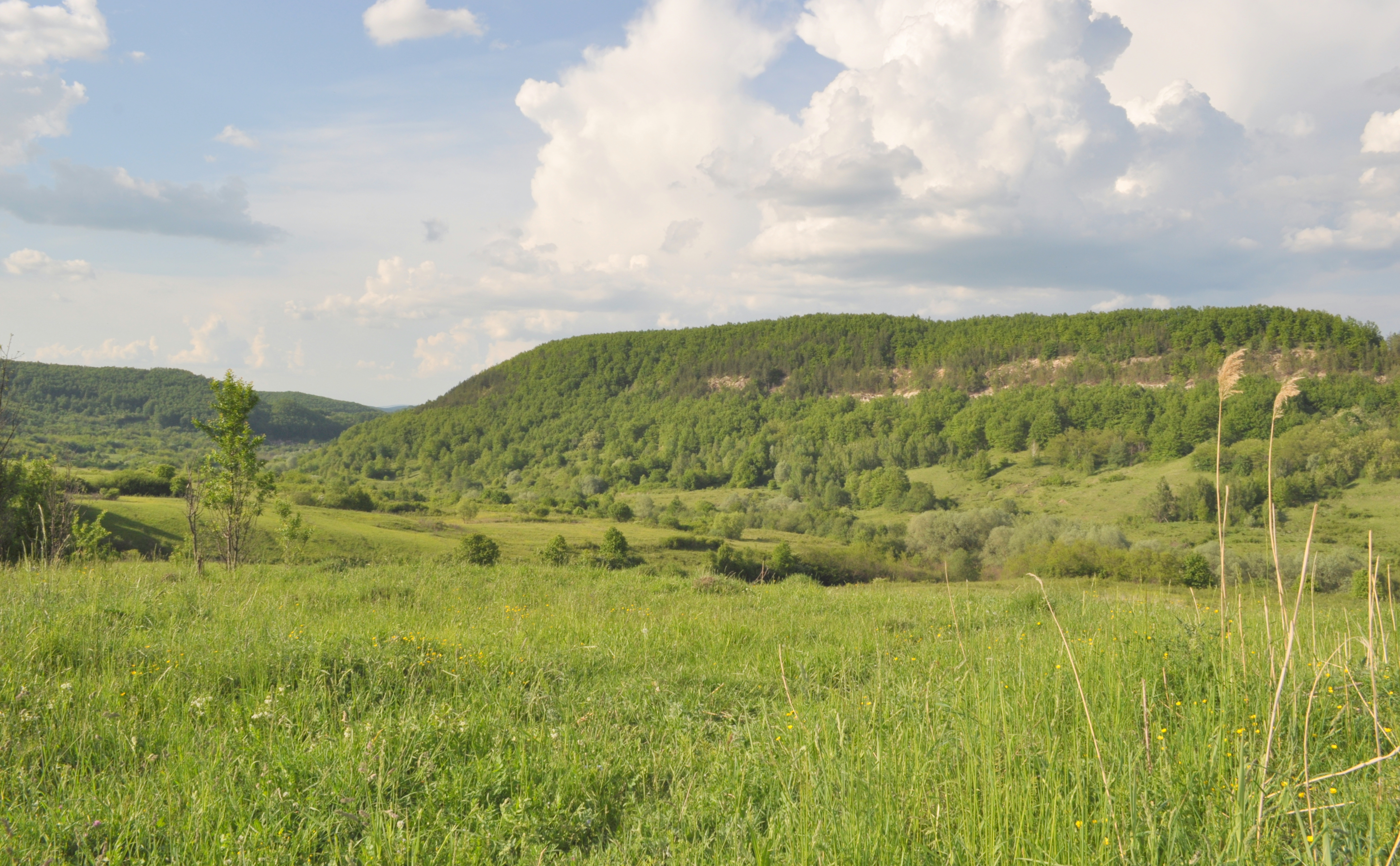
Ticu
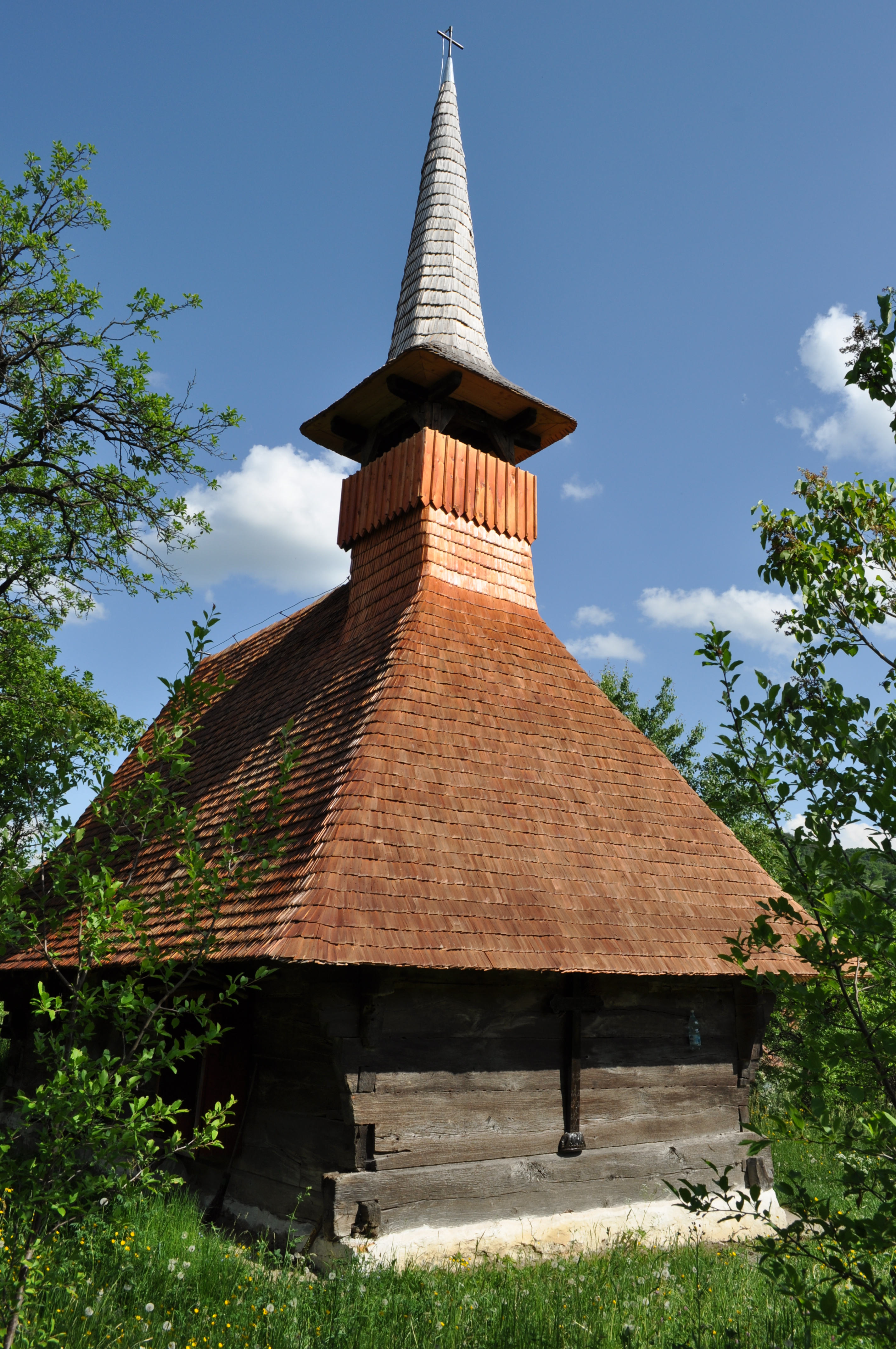
Biserica de lemn din Ticu-sat (monument istoric)